# Hank Egan
Hank Egan, né le 17 août 1937, est un entraîneur américain de basket-ball.